# 艾默生 (愛荷華州)
埃默森（英語：Emerson）是一個位於美國愛荷華州米爾斯縣的城市。

## 地理
埃默森的座標為41°01′07″N 95°24′07″W / 41.01861°N 95.40194°W，而該地的平均海拔高度為322米（即1056英尺）。

## 人口
根據2010年美國人口普查的數據，埃默森的面積為0.67平方千米，當中陸地面積為0.67平方千米，而水域面積為0.00平方千米。當地共有人口438人，而人口密度為每平方千米653人。